# Arkadi Nikititsch Worobjow
Arkadi Nikititsch Worobjow (russisch Аркадий Никитич Воробьёв; * 3. Oktober 1924 in Mordowo, Oblast Tambow; † 22. Dezember 2012 in Moskau) war ein sowjetischer Gewichtheber.

## Werdegang
Während des Zweiten Weltkrieges wurde Arkadi Worobjow zur Handelsmarine im Schwarzen Meer eingezogen. Nach Kriegsende arbeitete er zunächst in einem Restaurant im Hafen von Odessa und wurde dann zum Minenräumen eingesetzt. In Odessa begann er auch mit dem Gewichtheben. Gegen Ende der 1940er Jahre setzten die ersten Erfolge ein. Diese Erfolge waren der Anfang zu einer großen sportlichen Karriere, die in zwei Olympiasiegen gipfelte und bis 1962 dauerte.
Auch auf beruflichem Sektor war Arkadi immer auf das Vorwärtskommen bedacht. Er studierte am medizinischen Institut in Swerdlowsk und wurde Arzt. In den 1960er Jahren war er Cheftrainer der sowjetischen Gewichtheber. Nach Beendigung dieser Tätigkeit wurde er Rektor eines Instituts für Körperkultur und Sport in Moskau.

### Internationale Erfolge
(OS = Olympische Spiele, WM = Weltmeisterschaft, EM = Europameisterschaft, Ls = Leichtschwergewicht, Ms = Mittelschwergewicht)
- 1950, 2. Platz, WM in Paris und 1. Platz EM, Ls, mit 422,5 kg, hinter Stanley Stanczyk, USA, 422,5 kg und vor Awad, Ägypten, 382,5 kg;
- 1951, 1. Platz, Weltjugend-Festspiele in Berlin, Ls, mit 400 kg, vor Dancea, Rumänien, 307,5 kg;
- 1952, Bronzemedaille, OS in Helsinki, Ls, mit 407,5 kg, hinter Trofim Lomakin, UdSSR, 417,5 kg und Stanley Stanczyk, USA, 415 kg;
- 1953, 1. Platz, WM und EM in Stockholm, Ls, mit 430 kg, vor Lomakin, 427,5 kg und Stanczyk, 415 kg;
- 1954, 1. Platz, WM und EM in Wien, Ms, mit 460 kg, vor Dave Sheppard, USA, 440 kg und Clyde Emrich, USA, 427,5 kg;
- 1955, 1. Platz, WM und EM in München, Ms, mit 455 kg, vor Emrich, 427,5 kg und Rhanavardi, Iran, 425 kg;
- 1956, Goldmedaille, OS in Melbourne, Ms, mit 462,5 kg, vor Sheppard, 442,5 kg und Jean Debuf, Frankreich;
- 1957, 1. Platz, WM in Teheran, Ms, mit 470 kg, vor Rhanavardi, 440 kg und Pojhan, Iran, 427,5 kg;
- 1958, 1. Platz, WM und EM in Stockholm, Ms, mit 465 kg, vor Sheppard, 450 kg und Iwan Wesselinow, Bulgarien, 422,5 kg;
- 1959, 2. Platz, WM und EM in Warschau, Ms, mit 445 kg, hinter Louis Martin, England, 445 kg und vor Czesław Białas, Polen, 425 kg;
- 1960, Goldmedaille, OS in Rom, Ms, mit 472,5 kg, vor Lomakin, 457,5 kg und Martin, 445 kg;
- 1961, 3. Platz, WM und EM in Wien, mit 457,5 kg, hinter Ireneusz Paliński, Polen, 475 kg und Martin, 462,5 kg.

### UdSSR-Meisterschaften
- 1950, 1. Platz, Ls, mit 395 kg,
- 1952, 2. Platz, Ls, mit 415 kg, hinter Trofim Lomakin, 415 kg,
- 1953, 1. Platz, Ms, mit 425 kg, vor Fjodor Ossypa, 417,5 kg,
- 1954, 1. Platz, Ms, mit 435 kg, vor Ossypa, 432,5 kf;
- 1955, 1. Platz, Ms, mit 460 kg, vor Ossypa, 447,5 kg,
- 1956, 1. Platz, Ms, mit 452,5 kg, vor Winogradow, 420 kg,
- 1957, 1. Platz, Ms, mit 457,5 kg, vor Ossypa, 442,5 kg,
- 1958, 1. Platz, Ms, mit 460 kg, vor Witali Dwigun, 452,5 kg und Stepanow, 450 kg,
- 1959, 1. Platz, Ms, mit 455 kg, vor Dwigun, 455 kg und Stepanow, 450 kg,
- 1960, 2. Platz, mit 455 kg, Ms, hinter Lomakin, 457,5 kg und vor Rudman, 445 kg.

### Weltrekorde
Arkadi Worobjow stellte insgesamt 25 Weltrekorde im Leichtschwer- und Mittelschwergewicht auf.